# Dicranomyia pacifica
Dicranomyia pacifica är en tvåvingeart som först beskrevs av Tokunaga 1935.  Dicranomyia pacifica ingår i släktet Dicranomyia och familjen småharkrankar. Inga underarter finns listade i Catalogue of Life.